# ۱ کژدم
۱ کژدم یک ستاره است که در صورت فلکی کژدم قرار دارد.